# Митрополія Ліон
Митрополія Ліон (фр. Province ecclésiastique de Lyon) - митрополія  римо-католицької церкви у Франції. Утворена в III столітті. Включає дві архідієцезії та 6 дієцезій. Головною святинею є Кафедральний собор Івана Хрестителя в Ліоні